# Diphyus albicoxalis
Diphyus albicoxalis är en stekelart som först beskrevs av Tohru Uchida 1927.  Diphyus albicoxalis ingår i släktet Diphyus och familjen brokparasitsteklar. Inga underarter finns listade i Catalogue of Life.